# 島根県道312号須川谷日原線
島根県道312号須川谷日原線（しまねけんどう312ごう すがわだににちはらせん）は、島根県益田市から鹿足郡津和野町に至る一般県道である。

## 概要
益田市長沢町から鹿足郡津和野町日原に至る。
須川谷は鹿足郡津和野町瀧谷の小字であるが、なぜ路線名称が長沢日原線にならなかったのかは分からない。

### 路線データ
- 起点：益田市長沢町（国道488号交点）
- 終点：鹿足郡津和野町日原（国道187号交点）

## 歴史
- 1972年（昭和47年）
  - 3月21日 - 島根県告示第208号により認定される。
  - （時期不明） - 現行の県道番号に変更される。
- 2005年（平成17年）9月25日 - 鹿足郡津和野町・日原町が対等合併して改めて鹿足郡津和野町が発足したことにより終点の地名表記が変更される（鹿足郡日原町日原→鹿足郡津和野町日原）。

## 地理

### 通過する自治体
- 島根県
  - 益田市 - 鹿足郡津和野町

### 交差する道路
| 交差する道路                                       | 市町村名 | 市町村名 | 交差する場所 | 交差する場所 |
| -------------------------------------------------- | -------- | -------- | ------------ | ------------ |
| 国道488号                                          | 益田市   | 益田市   | 長沢町       | 起点         |
| 国道187号 山口県道・島根県道3号新南陽津和野線 重複 | 鹿足郡   | 津和野町 | 日原         | 終点         |

### 沿線
- 津和野町役場

### 峠
- 門松峠（鹿足郡津和野町相撲ヶ原）
- 桐長峠（鹿足郡津和野町須川）